# Mehdi Benabid
Mehdi Benabid (in arabo مهدي بنعبي‎?; Rabat, 24 gennaio 1998) è un calciatore marocchino, portiere del Wydad Casablanca e della nazionale marocchina.

## Carriera

### Club
Benabid è cresciuto nel settore giovanile del FUS Rabat dove ha militato dal 2007 al 2017. Nella stagione 2017-2018 è stato ceduto in prestito in Botola 2 all'Ittihad Khemisset dove ha disputato 10 incontri.
Rientrato al FAS, ha debuttato il 27 agosto 2018 nell'incontro di Botola 1 Pro pareggiato 1-1 contro il Kawkab Marrakech.
Il 21 luglio 2023 ha firmato un contratto di tre anni con il FAR Rabat.

### Nazionale
Ha giocato nelle nazionali giovanili marocchine Under-20 ed Under-23.
Nel 2023 è stato incluso dal CT della nazionale marocchina nella lista dei convocati per la Coppa d'Africa 2023.

## Statistiche

### Presenze e reti nei club
Statistiche aggiornate al 26 giugno 2025.
| Stagione         | Squadra           | Campionato       | Campionato | Campionato | Coppe nazionali | Coppe nazionali | Coppe nazionali | Coppe continentali | Coppe continentali | Coppe continentali | Altre coppe | Altre coppe | Altre coppe | Totale | Totale | Totale |
| Stagione         | Squadra           | Comp             | Pres       | Reti       | Comp            | Pres            | Reti            | Comp               | Pres               | Reti               | Comp        | Pres        | Reti        | Pres   | Reti   |        |
| ---------------- | ----------------- | ---------------- | ---------- | ---------- | --------------- | --------------- | --------------- | ------------------ | ------------------ | ------------------ | ----------- | ----------- | ----------- | ------ | ------ | ------ |
| 2017-2018        | Ittihad Khemisset | B2               | 10         | -15        | CM              | 0               | 0               |                    | -                  | -                  |             | -           | -           | 10     | -15    |        |
| 2018-2019        | FUS Rabat         | B1               | 22         | -15        | CM              | 0               | 0               |                    | -                  | -                  |             | -           | -           | 22     | -15    |        |
| 2019-2020        | FUS Rabat         | B1               | 9          | -11        | CM              | 1               | -1              |                    | -                  | -                  |             | -           | -           | 10     | -12    |        |
| 2020-2021        | FUS Rabat         | B1               | 18         | -21        | CM              | 0               | 0               |                    | -                  | -                  |             | -           | -           | 18     | -21    |        |
| 2021-2022        | FUS Rabat         | B1               | 23         | -20        | CM              | 0               | 0               |                    | -                  | -                  |             | -           | -           | 23     | -20    |        |
| 2022-2023        | FUS Rabat         | B1               | 28         | -15        | CM              | 4               | -3              |                    | -                  | -                  |             | -           | -           | 32     | -18    |        |
| Totale FUS Rabat | Totale FUS Rabat  | Totale FUS Rabat | 100        | -82        |                 | 5               | -4              |                    | -                  | -                  |             | -           | -           | 105    | -86    |        |
| 2023-2024        | FAR Rabat         | B1               | 28         | -21        | CM              | 4               | -4              | CCL                | 4                  | -3                 |             | -           | -           | 36     | -28    |        |
| 2024-gen. 2025   | FAR Rabat         | B1               | 4          | -4         | CM              | 0               | 0               | CCL                | 4                  | -4                 |             | -           | -           | 8      | -8     |        |
| Totale FAR Rabat | Totale FAR Rabat  | Totale FAR Rabat | 32         | -25        |                 | 4               | -4              |                    | 8                  | -7                 |             | -           | -           | 44     | -36    |        |
| gen.-giu. 2025   | Wydad Casablanca  | B1               | 11         | -7         | CM              | 0               | 0               | -                  | -                  | -                  | Cmc         | 3           | -8          | 14     | -15    |        |
| Totale carriera  | Totale carriera   | Totale carriera  | 154        | -130       |                 | 9               | -8              |                    | 8                  | -7                 |             | 3           | -8          | 174    | -153   |        |